# 13436 Enid
13436 Enid (1999 WF) là một tiểu hành tinh nằm phía ngoài của vành đai chính được phát hiện ngày 17 tháng 11 năm 1999 bởi T. Stafford ở Zeno Observatory.